# Camel Active
Camel active je lifestylová módní značka specializující se na outdoorovou módu s nádechem urbanistického stylu a založená v 80. letech 20. století tabákovou společností RJ Reynolds Tobacco (RJR). Majitelem master licence je od roku 2020 německá oděvní společnost Bültel Worldwide Fashion GmbH.

## Historie
Módní značku Camel Active založila v 80. letech 20. století americká tabáková společnost RJ Reynolds Tobacco (RJR), inspirována závody vozidel Camel Trophy, které pořádala letech 1980 až 2000 – soutěž byla známá především pohybem vozidel Land Rover v náročném terénu a svůj název přezala od svého hlavního sponzora, značky cigaret Camel, značky portfólia společnosti RJR.
V letech 2001–2019 byla držitelem master licence značky Camel Active dceřiná společnost CMLC GmbH (anglicky Camel Active Master License Corporation) německé rodinné firmy Seidensticker (Textilkontor Walter Seidensticker GmbH & Co. KG) sídlící v německém Bielefeldu, člen skupiny Seidensticker Group.
Od 1. ledna 2020  je držitelem master licence společnost Bültel Worldwide Fashion GmbH a výrobcem oblečení firma Bültel Bekleidungswerke GmbH. Společnost Bültel dodávala oděvní kolekce Camel active již v letech 1993 a 2013.
Obuv pro Camel active footwear byla od roku 2001 vyráběna převážně firmou Gabor Footwear GmbH z německého Rosenheimu, která držela licenci na obuv. Od podzimu 2020 licenci na obuv od společnosti Gabor převzala společnost Hamm Market Solutions GmbH & Co. KG (HMS) se sídlem v německém Osnabrücku.
Hodinky pro Camel active jsou od roku 1993 vyráběny firmou Mondaine.